# Prosymna ornatissima
Espèce
Statut de conservation UICN

 CR B1ab(i,iii) : 
En danger critique
Prosymna ornatissima est une espèce de serpents de la famille des Lamprophiidae. 

## Répartition
Cette espèce est endémique des Uluguru en Tanzanie.

## Description
L'holotype de Prosymna ornatissima, une femelle, mesure 252 mm dont 34 mm pour la queue et dont le diamètre à la moitié du corps est de 9 mm. Cette espèce a la tête écarlate marquée d'une tache en forme de flèche de couleur noire. Son dos est noir avec des rayures écarlates plus ou moins complètes (sur l'holotype au nombre de 13 sur le corps et 4 sur la queue). Sa face ventrale est noire à l'exception de la gorge qui est rose.

## Étymologie
Son nom d'espèce, du latin ornatus, « orné », et du superlatif -issima, lui a été donné en référence à sa brillante livrée.

## Publication originale
- Barbour & Loveridge, 1928 : A comparative study of the herpetological fauna of the Uluguru and Usambara mountains, Tanzania Territory with descriptions of new species. Memoirs of the Museum of Comparative Zoology, Cambridge, Massachusetts, vol. 50, n. 2, p. 85-265 (texte intégral).